# Royal Albert Bridge

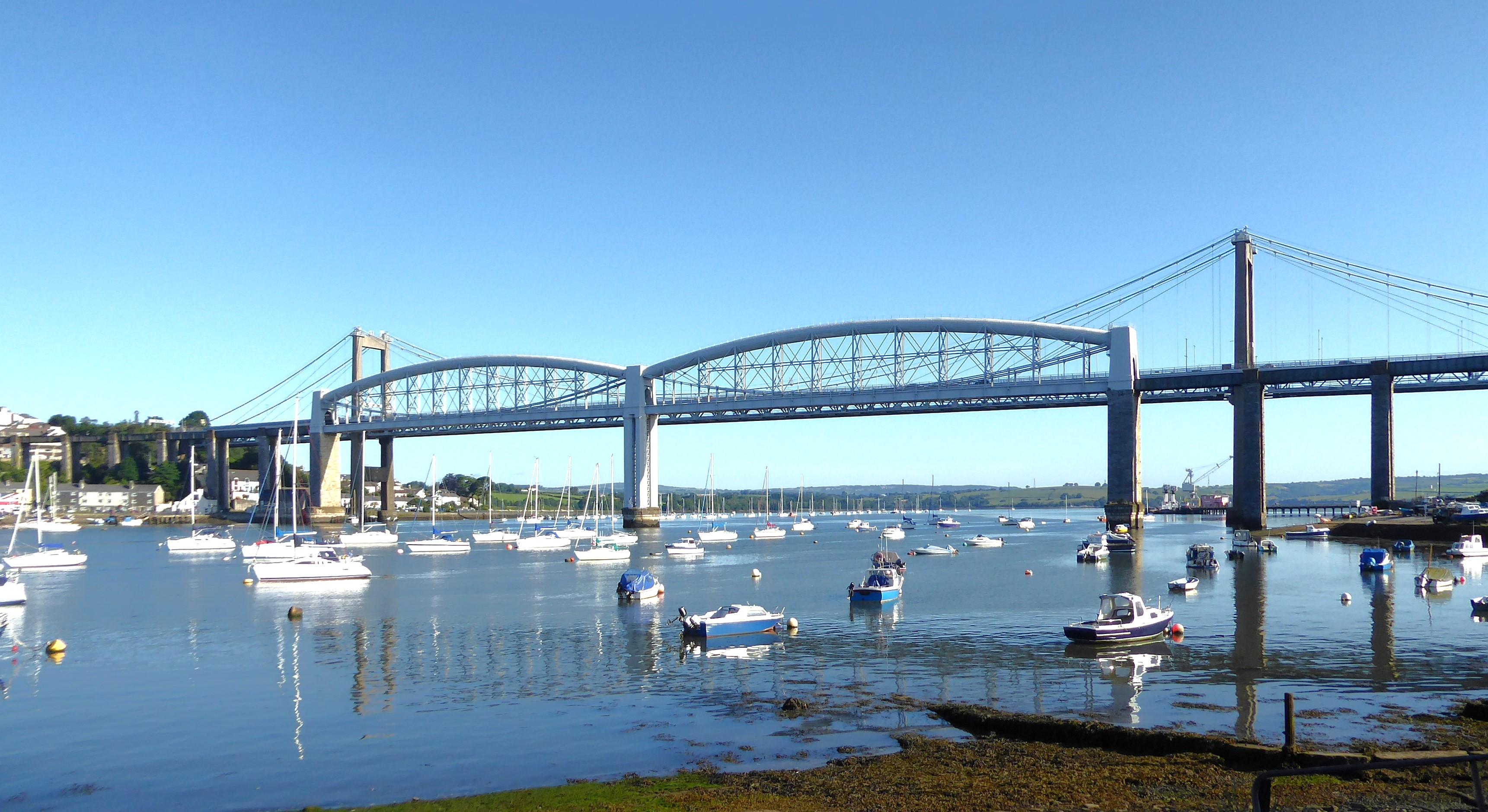
Die Royal Albert Bridge und direkt dahinter die Tamar Bridge

Die Royal Albert Bridge ist eine Eisenbahnbrücke über den Tamar im Vereinigten Königreich zwischen Plymouth in Devon und Saltash in Cornwall. Die Konstruktion der Strombrücke ist einzigartig: sie besteht aus zwei 138,7 m langen schmiedeeisernen linsenförmigen Fachwerkträgern 30,5 m über dem Wasser, die durch ihre Obergurte aus mächtigen, gebogenen Rohren auffallen. Die Vorlandbrücken sind als konventionelle Vollwandträger ausgebildet. Die Gesamtlänge der Brücke beträgt 666,8 m.
Sie wurde von Isambard Kingdom Brunel entworfen. Vermessung und Untersuchung des Flussbetts begannen 1848, Baubeginn war 1854. Das erste Feld der Strombrücke wurde 1857 an seine Position gebracht, und die vollendete Brücke wurde am 2. Mai 1859 von Prinz Albert eröffnet. Brunel starb noch im gleichen Jahr, und sein Name wurde zur Erinnerung an beiden Enden der Brücke über den Portalen angebracht. Im zwanzigsten Jahrhundert wurden die Vorlandbrücken ersetzt und die Strombrücken verstärkt. Seit ihrem Bau hat diese Brücke Touristen angezogen, und sie ist auf vielen Gemälden, Photographien und in Reiseführern abgebildet. 1959 und 2009 gab es Jubiläumsfeiern.

## Cornwall Railway
In den 1830er Jahren wurden zwei konkurrierende Projekte für eine Eisenbahnlinie nach Falmouth in Cornwall vorgeschlagen. Das 'zentrale' Projekt war eine Strecke von Exeter rund um den Norden von Dartmoor, eine leicht zu bauende Strecke, die jedoch zwischen ihren Endpunkten nur wenig lokalen Verkehr anziehen würde. Das andere, 'küstennahe' Projekt war eine Strecke mit vielen technischen Schwierigkeiten, konnte aber die wichtige Hafenstadt Plymouth und das Industrierevier bei St Austell anbinden. Das zentrale Projekt wurde von der London and South Western Railway vorgeschlagen, während das küstennahe Projekt von der Cornwall Railway vorgeschlagen und von der Great Western Railway unterstützt wurde, die einen Anschluss an die South Devon Railway bei Devonport wünschte. 1845 beantragte die Cornwall Railway einen Parlamentsbeschluss zum Streckenbau. Der Antrag wurde jedoch zurückgewiesen, zum Teil deshalb, weil William Moorsom die Züge über das Wasser des Hamoaze auf der Fähre nach Torpoint transportieren wollte. Daraufhin übernahm Isambard Kingdom Brunel die Rolle des Chefingenieurs und schlug vor, das Gewässer etwas höher stromauf bei Saltash zu überqueren. Ein Parlamentsbeschluss zur Genehmigung dieses Plans erging am 3. August 1846.

## Entwurf

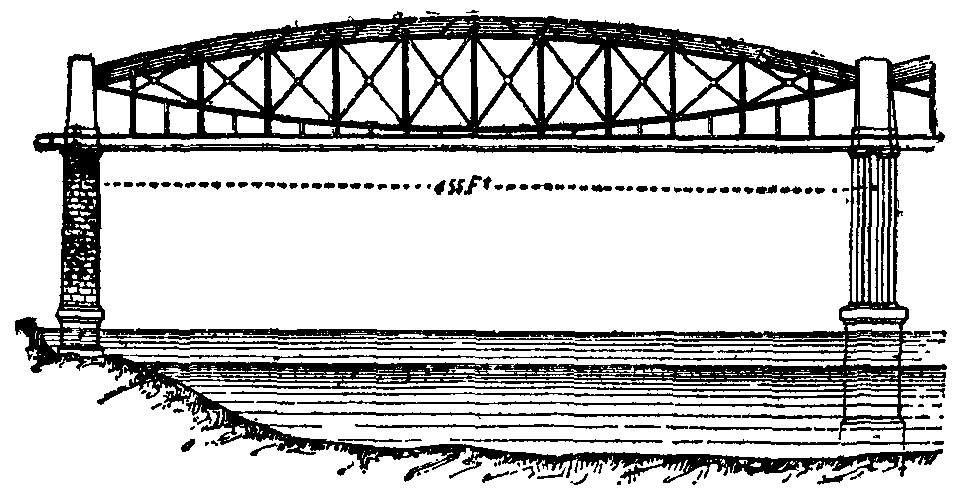
Eine Zeichnung von einem der Brückenträger mit seinen Pfeilern

Diese Brücke war die dritte in einer Reihe von drei großen schmiedeeisernen Brücken, die in der Mitte des 19. Jahrhunderts in Großbritannien gebaut wurden. Sie wurde von den zwei vorangehenden beeinflusst, die beide von Robert Stephenson konstruiert worden waren. Die beiden zentralen Öffnungen von Brunels Brücke sind neuartige Abwandlungen der Konstruktion, die Stephenson 1849 für die High Level Bridge über den Tyne in Newcastle angewandt hatte. Im gleichen Jahr besuchte Brunel die Baustelle von Stephensons Britanniabrücke über die Menaistraße.
Von 1849 bis 1853 baute Brunel eine eigene eiserne Brücke. Die Chepstow Railway Bridge trug die South Wales Railway über den River Wye und bestand aus einer Strombrücke von 91 m Länge mit einem leicht nach oben gebogenen röhrenförmigen Hauptträger sowie einer Vorlandbrücke mit drei Feldern von jeweils 30 m Länge, die als konventionelle Vollwandträger ausgebildet waren. Dieses ist eine sehr ähnliche Lösung wie die später bei der Brücke über den Tamar angewandte.
Bei Saltash ist der Fluss ungefähr 340 m breit. Brunels erster Gedanke war, ihn auf einem hölzernen Viadukt mit einer zentralen Öffnung von 78 m und sechs Nebenöffnungen von jeweils 32 m in einer lichten Höhe von 24 m über dem Wasser zu überqueren. Dies wurde jedoch von der Admiralität zurückgewiesen, welche die gesetzliche Zuständigkeit für alle schiffbaren Gewässer besaß. Daher erstellte Brunel einen zweiten Entwurf für 30 m lichte Höhe mit zwei Feldern von 91 m und zwei Feldern von 61 m Länge.
Der endgültige und ausgeführte Entwurf sieht zwei Hauptöffnungen von 138,7 m mit einer lichten Höhe von 30,5 m über dem mittleren Springhochwasser vor. Diese beiden Felder sind als Linsenträger ausgebildet. Linsenträger aus Eisenprofilen wurden zwar schon von dem mit Brunel befreundeten Georg Ludwig Friedrich Laves in Hannover verwendet und von Friedrich August von Pauli bei der ersten Großhesseloher Brücke in München eingesetzt. Brunels Entwurf ist jedoch insofern einzigartig, als er für den unter Druck stehenden Obergurt ein mächtiges, gebogenes schmiedeeisernes Rohr verwendet, während der Untergurt nicht aus Trägern, sondern aus einem Paar von Ketten gebildet wird. Jeder dieser Balken ist äußerlich statisch bestimmt gelagert und übt daher keine horizontale Kraft auf die Pfeiler aus, was insofern äußerst wichtig ist, als die Brücke rechts und links der Hauptöffnungen im Bogen verläuft. Zwischen diesen beiden Gurten ist ein Verband aus diagonalen und vertikalen Streben angeordnet. Letztere sind als Hänger unter dem Untergurt bis zum Fahrbahnträger verlängert, der als durchgehender Vollwandträger ausgebildet ist.
Die Vorlandbrücken bestehen aus insgesamt 17 sehr viel kürzeren Feldern, die von gewöhnlichen Vollwandträgern überspannt werden. Am kornischen Ufer sind es zehn mit den Längen (vom Bahnhof Saltash in Richtung Fluss betrachtet) 20,6 m – 21,2 m – 21,2 m – 21,2 m – 21,2 m – 21,2 m – 22,1 m – 23,8 m – 25,5 m – 28,3 m. Am Ufer von Devon sind es sieben mit den Längen (vom Fluss in Richtung St. Budeaux) 28,3 m – 25,5 m – 23,8 m – 22,1 m – 21,2 m – 21,2 m – 21,2 m. Daraus ergibt sich eine Gesamtlänge für alle 19 Felder von 666,8 m.

## Bau

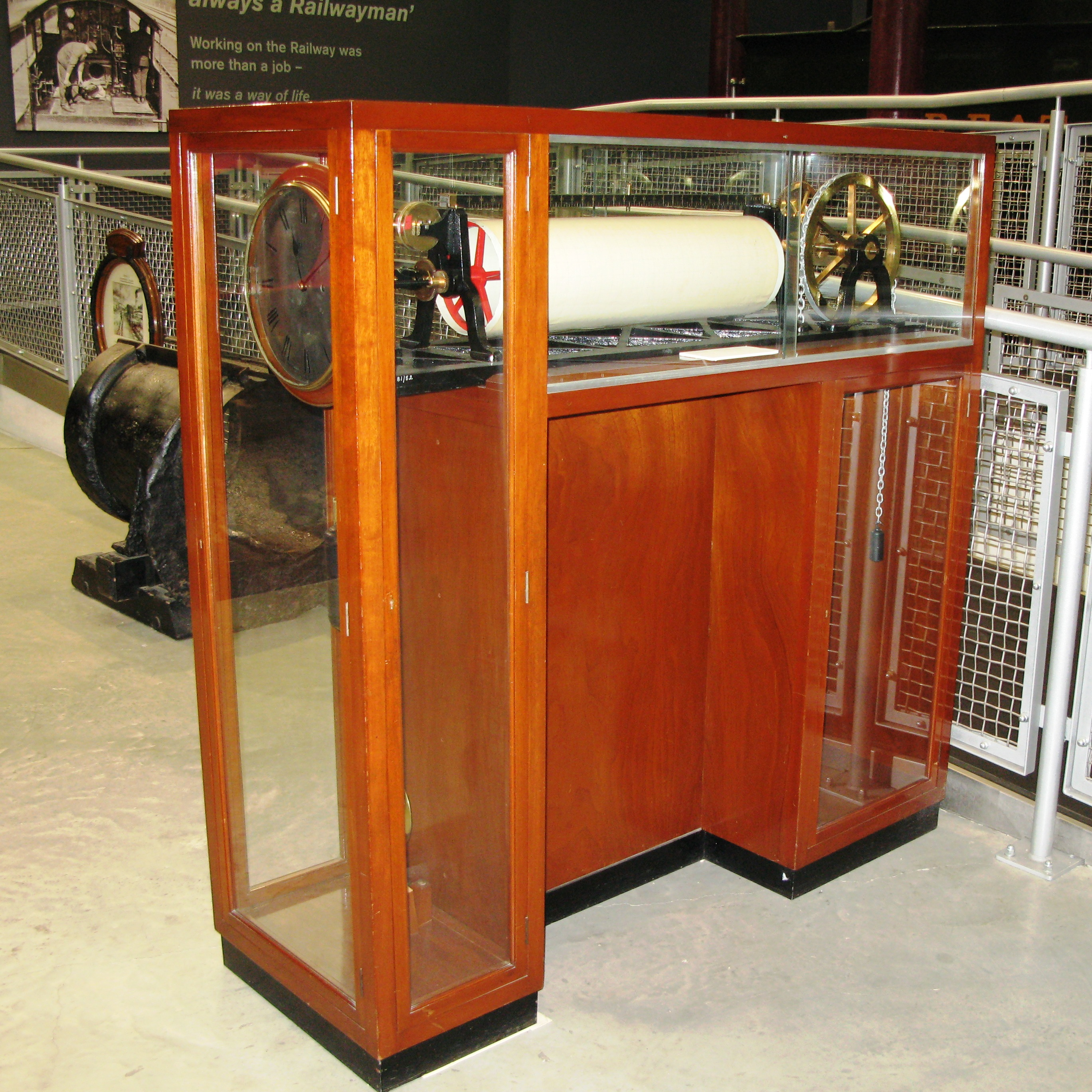
Ein von Brunel als Teil seiner Untersuchungen konstruierter Tidenschreiber

Die erste Aufgabe bestand in einer gründlichen Untersuchung des Flussbetts. Am 26. April 1848 wurde ein eiserner Zylinder von 1,8 m Durchmesser und 26 m Höhe im Tamar zu Wasser gelassen. Von seinem Boden aus konnte man das Flussbett untersuchen, um dessen Beschaffenheit und Orte mit tragfähigem Untergrund zu ermitteln. Zu dieser Zeit hatte die Cornwall Railway Schwierigkeiten, das nötige Kapital zu beschaffen, und die meisten Arbeiten wurden in diesem Sommer eingestellt, aber Brunel bekam einen kleinen Etat für die Fortsetzung der Untersuchungen. Der Zylinder wurde an 35 verschiedenen Stellen abgesenkt und insgesamt 175 Bohrungen wurden niedergebracht.
Im Jahre 1853 prüfte der Vorstand der Cornwall Railway die Angebote für den Bau der Brücke und man entschied sich, die Arbeiten an Charles Mare zu übertragen. Dieser Schiffsbauer aus Blackwall (London) hatte bereits die Eisenarbeiten für die Britanniabrücke ausgeführt. Er verlangte 162.000 £ für die Brücke bei Saltash, musste aber am 21. September 1855 Insolvenz anmelden. Brunel schlug vor, dass die Bahngesellschaft die Arbeiten an der Brücke selbst durchführen und keinen anderen Unternehmer verpflichten sollte, was die Gesellschaft billigte.

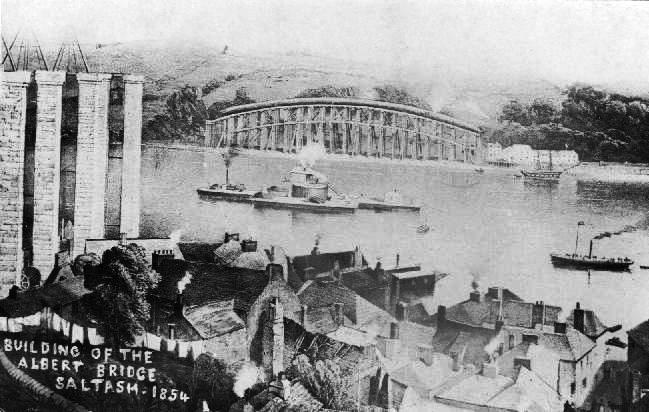
Der erste Brückenträger und der Mittelpfeiler im Bau, Ansicht von Saltash 1854

Mares erste Aufgabe war die Einrichtung einer Baustelle auf dem Ostufer mit Kai und Werkstätten gewesen. Als Nächstes ließ er einen eisernen Zylinder von 11,3 m Durchmesser und 27,4 m Höhe als Arbeitsraum für den Bau des Mittelpfeilers herstellen. Dieser wurde im Mai 1854 zu Wasser gelassen und in der Mitte des Flusses zwischen vier Pontons festgemacht. Sein Boden war so geformt, dass er sich der 1848 vermessenen Form des felsigen Untergrunds anpasste. Nachdem er auf dem Flussbett abgesetzt worden war, wurde er leergepumpt. Der Schlamm im Inneren wurde entfernt und ein solider Pfeiler bis über den Wasserspiegel hochgemauert. Diese Arbeit war im November 1856 beendet.
Die Pfeiler der Vorlandbrücke auf der cornischen Seite des Flusses wurden 1854 fertiggestellt, worauf die Träger für diese Felder an ihren Einbauort hochgezogen wurden. Als Nächstes war der Hauptträger für die westliche Öffnung der Strombrücke zu bauen. Die Kettenglieder für den Untergurt sind 6,1 m lang. Viele davon stammten von den vorläufig eingestellten Arbeiten an Brunels Clifton Suspension Bridge, andere wurden für Saltash neu gewalzt. Der erste Träger der Strombrücke wurde am 1. September 1857 eingeschwommen und in Etappen von jeweils 90 cm in seine endgültige Höhe angehoben, während die Pfeiler unter ihm hochgebaut wurden. Der zentrale Pfeiler besteht aus zwei gusseisernen achteckigen Säulen, der landseitige Pfeiler aus gewöhnlichem Mauerwerk.

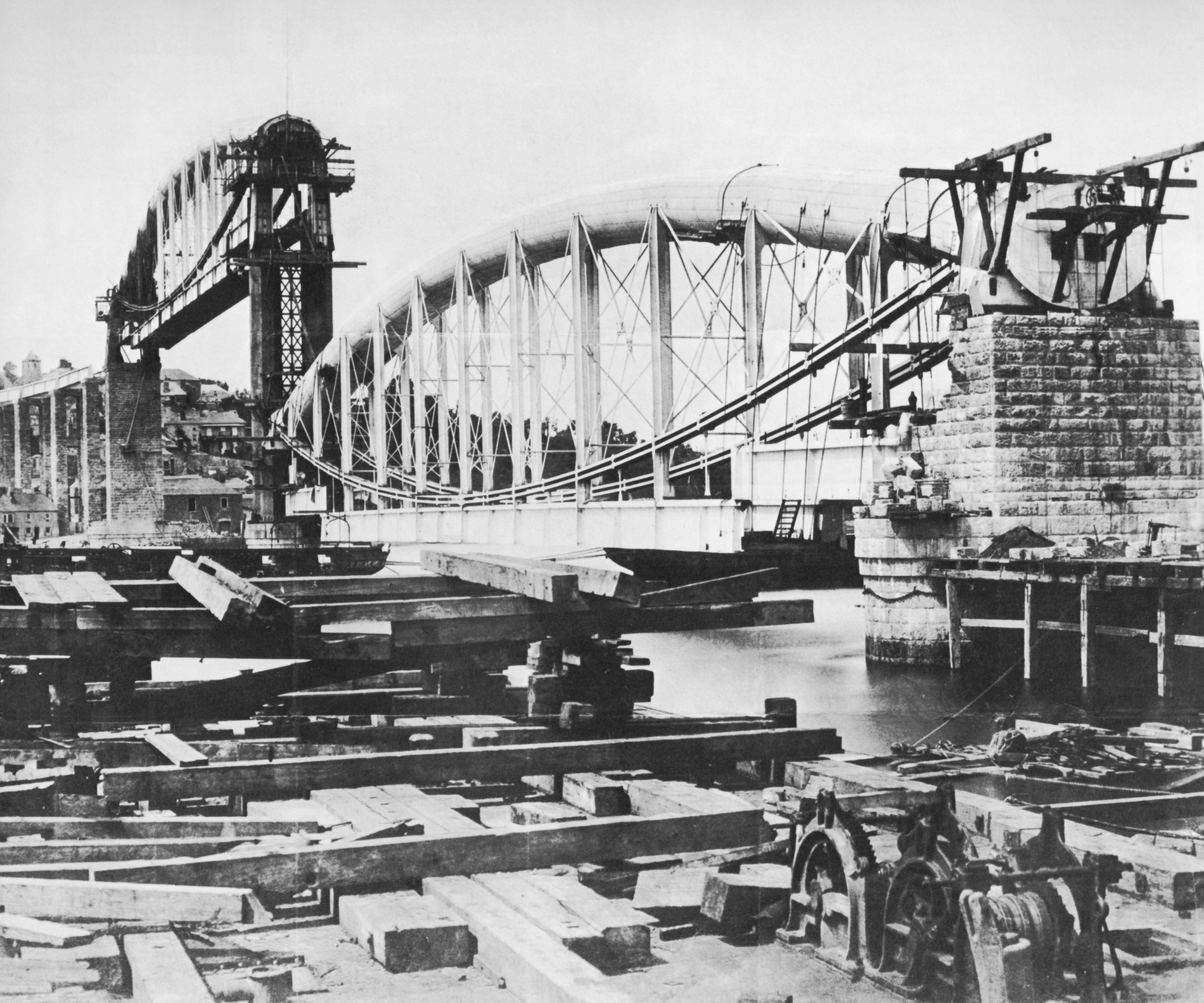
Der zweite Hauptträger kurz nachdem er zwischen den Stützen eingeschwommen und die ersten 3,70 m in Richtung auf seine endgültige Position angehoben worden war

Nachdem der erste Hauptträger den Bauplatz verlassen hatte, konnte man mit dem Bau des zweiten Hauptträgers beginnen. Dieser wurde am 10. Juli 1858 an seinen Einbauort eingeschwommen und ähnlich wie der erste Träger angehoben. Er erreichte seine endgültige Position am 28. Dezember 1858. Nach Fertigstellung des zweiten Trägers wurde ein Teil des Bauplatzes freigeräumt, um den Bau des letzten landseitigen Pfeilers zu ermöglichen. Jetzt konnten auch die Überbauten der Vorlandbrücke auf der Seite von Devon hochgezogen werden. Die Arbeiten waren hinreichend fortgeschritten, sodass die Direktoren in der Lage waren, am 11. April 1859 eine Inspektion mit dem Zug durchzuführen.
Bevor der erste Hauptträger zu Wasser gelassen wurde, hatte man ihn getestet. Dazu wurden beide Enden auf stabilen Holzstapeln gelagert und die verbleibenden Gerüste entfernt. Statische Lasten von 4,2 und 7,5 t/m wurden auf dem Fahrbahnträger angebracht und die Durchbiegung gemessen. Außerdem maß man die verbleibende Durchbiegung nach Entfernen der Lasten. Nach Fertigstellung der Brücke führte William Yolland am 20. April 1859 die gesetzliche Abnahmeinspektion im Auftrag des Board of Trade durch. Er ließ einen schweren Zug über die Brücke fahren und maß Durchbiegungen von 29 mm im östlichen und 30 mm im westlichen Hauptträger. Insgesamt nannte er das Ergebnis „äußerst befriedigend“.

## Eröffnung
Bereits 1853 hatte Prinz Albert zugestimmt, dass die Brücke nach ihm benannt werden würde. Er wurde daher eingeladen, die Eröffnungszeremonie durchzuführen, und so reiste er am 2. Mai 1859 in einem Sonderzug von Windsor an. Mehrere Tausend Zuschauer waren an diesem Tag anwesend, aber Brunel fehlte wegen Krankheit. Eingeladene Gäste aus Cornwall kamen nicht rechtzeitig zur Feier, da ihr Zug in Liskeard einen Schaden erlitt. Der öffentliche Verkehr begann am 4. Mai 1859.

## Veränderungen seit 1859
Die Worte I.K. BRUNEL, ENGINEER, 1859 erscheinen in großen metallenen Lettern an beiden Enden der Brücke. Sie wurden als Denkmal für Brunel nach seinem Tod am 15. September 1859 angebracht. Im Jahre 1921 erhielt die Brücke neue Podeste für den Zugang zu ihrer Oberseite, die einen Teil der Beschriftung verdeckten, aber 2006 (zu Brunels zweihundertstem Geburtstag) verlegte Network Rail die Podeste an die Innenseite der Pfeiler, sodass die Schrift wieder klar zu erkennen ist.  Bereits 1959 waren die Podeste vorübergehend entfernt und die Brücke anlässlich ihres hundertjährigen Jubiläums mit Flutlicht beleuchtet worden.
Im Jahre 1905 wurden 401 neue Querträger eingebaut, um den größer gewordenen Lokomotivgewichten Rechnung zu tragen. 1908 wurden die beiden ersten Felder der Brücke gleich hinter dem Bahnhof Saltash durch breitere ersetzt, damit man die Ausfahrweiche auf die Brücke verlegen konnte. Die übrigen Felder der Vorlandbrücken auf beiden Seiten des Flusses wurden 1928 und 1929 ersetzt. In den 1930er Jahren wurden neue Kreuzverbände und diagonale Schlingerverbinder zwischen den vertikalen Stäben eingebaut, um die Brücke weiter zu verstärken und die Ketten in der korrekten Position zu halten.